# Manuel Rebollo García
Manuel Rebollo García (Pilar de la Foradada, Baix Segura, 1945) és un militar valencià, almirall general de l'Armada d'Espanya, cap d'Estat Major de l'Armada des del 18 de juliol de 2008, Sebastián Zaragoza Soto, fins al 27 de juliol de 2012.

## Biografia

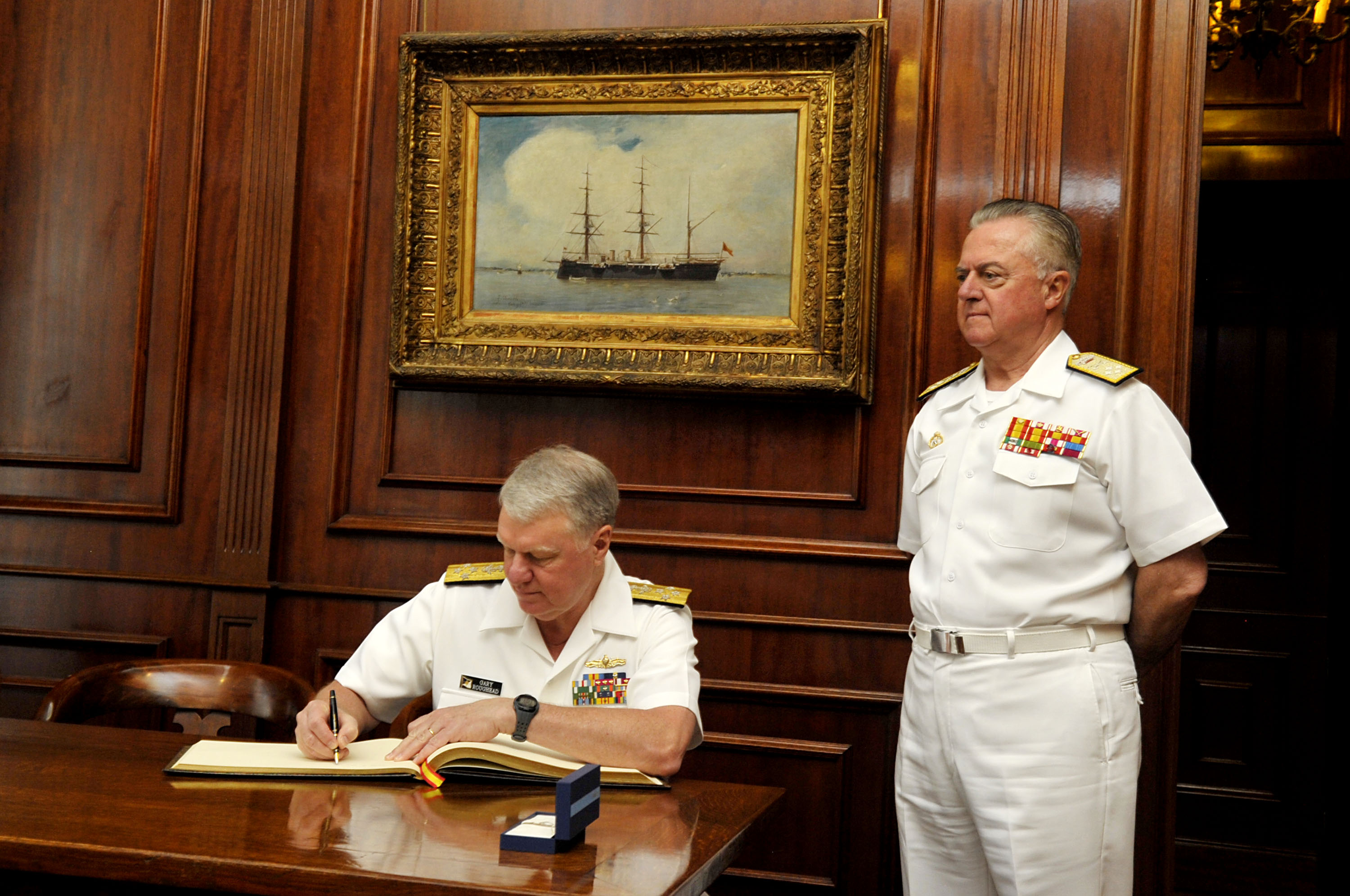
Manuel Rebollo a la dreta

Es va incorporar a l'Armada com a mariner en 1962, va passar després a l'Escola Naval Militar, sent nomenat alferes de navili en 1974. Diplomat en Guerra Naval i Estats Majors Conjunts, és especialista en comunicacions i ha estat professor de Tàctica a l'Escola Naval. Va servir en el destructor Almirante Ferrándiz, el dragamines Guadalmedina, en el buc d'assalt anfibi Galicia, en el patruller Princesa i el vaixell escola Juan Sebastián Elcano, del que en va ser segon comandant.
Va ser comandant del patruller Tabarca, del transport lleuger Contramaestre Casado, de la fragata Santa María mentre va esta destinada en la força naval permanent de l'OTAN a l'Atlàntic, i del buc escola Juan Sebastián Elcano, amb el qual va realitzar tres voltes al globus en sis viatges d'instrucció.
Entre altres destinacions d'adreça en terra ha estat assessor del sotssecretari en el Ministeri de Defensa i cap de la Divisió d'Operacions de l'Estat Major de l'Armada.
L'any 2009 va ser rebut com a cavaller de la Reial Confraria de Cavallers Cubicularis de Zamora. Va ser rellevat com a cap d'Estat Major de l'Armada el 27 de juliol de 2012 per Almirall General Jaime Muñoz-Delgado y Díaz del Río. El 12 de setembre de 2014, continuant en situació de reserva, fou nomenat gran canceller de l'Reial i Militar Orde de Sant Hermenegild